# Деметриас (дъщеря на Флавий Аниций Хермогениан Олибрий)
Вижте пояснителната страница за други личности с името Деметриас.
Аниция Деметриас (на латински: Anicia Demetrias; * 398 г.; fl. 413 – 440) е знатна римлянка от род Аниции и Амнии.
Дъщеря е на Флавий Аниций Хермогениан Олибрий (консул 395 г.) и Аниция Юлиана. Баща ѝ е син на Секст Клавдий Петроний Проб (консул 371 г.) и Аниция Фалтония Проба. Тя има един брат. Роднина е на Флавий Аниций Олибрий, консул 464 г., император на Западната Римска империя от 11 юли 472 до 23 октомври 472 г.
През август 410 г. Деметриас е в Рим по времето на разграбването на Рим от вестготите на крал Аларих I. Тя бяга в Картаген в Африка с майка си Аниция Юлиана и баба си Проба. Там тя има контакт с Августин Блажени (Epistola ad Demetriam) и епископ Св. Аврелий Картагенски.
Връща се в родния си град Рим. Пише си през 440 г. с папа Лъв I Велики (Epistula ad Demetriadem de vera humilitate) и Проспер Аквитански. Тя построява църквата Свети Стефан на Виа Латина. (41°51′41.81″ с. ш. 12°32′15.17″ и. д. / 41.861614° с. ш. 12.537547° и. д.).
Умира по време на понтификата на Папа Лъв I.